# Amairani
Amairani Romero Gutiérrez (Cidade do México, 6 de abril de 1970), mais conhecida somente como Amairani, é uma atriz mexicana que estreou na TV em 1988 na novela Dulce Desafío. Ela é filha da atriz Anabelle Gutiérrez e mãe da também atriz Macarena García, com quem inclusive já contracenou em algumas novelas.

## Filmografia

### Televisão
- Vivir de amor (2024) .... Elena del Olmo
- Contral Z (2020-2022) .... Mãe do Javier
- Si nos dejan (2021) .... Maruja Guerra de Vargas
- 100 días para enamorarnos (2020-2021) .... Martha, Diretora do colégio
- La reina soy yo (2019) .... Marlene Cosme
- Like (2018-2019) .... María Inés
- Por amar sin ley (2018) .... Karina de Acosta
- Me declaro culpable (2017) .... Luciana
- Corona de lágrimas (2012-2023) .... Érika Cordeiro
- Miss XV (2012) .... Juana Palacios / Lady Venenosa
- Como dice el dicho (2011) .... Vários personagens
- Una familia con suerte (2011) .... Catalina Martínez
- Mar de amor (2009-2010) .... Frederica Martínez
- Atrévete a soñar (2009-2010) .... Janet Ríos
- Camaleones (2009-2010) ..... Senhora Rincón
- La rosa de Guadalupe (2008) .... Zoila
- Palabra de mujer (2007-2008).... Sonia de San Román
- Lola, érase una vez (2007-2008) .... Sandra Espinosa
- Vecinos (2007).... Mãe de família
- Mujer, casos de la vida real (2007)
- La sombra del otro (1996) .... Cora Meléndez
- Al derecho y al derbez (1994) .... Cenossienta / Zulema María
- Marimar (1994) .... Natalia Montenegro
- Más allá del puente (1993-1994) .... Lupita Buenrostro
- Papá soltero (1993) .... Cynthia
- Mágica juventud (1992-1993) .... Consuelo Gutiérrez
- Simplemente María (1989-1990) .... Laura Rivera del Villar de López
- Dulce Desafío (1988-1989) .... Rocío